# Johann Conrad Susemihl
Johann Conrad Susemihl (* 1767 in  Rainrod; † 28. Oktober 1846 in Darmstadt) war ein deutscher Zeichner und Kupferstecher.

## Leben
Susemihl wurde zunächst im Schneiderhandwerk ausgebildet und ging bis zu seinem achtzehnten Lebensjahr diesem Beruf nach. Heimlich versuchte er sich im Zeichnen, wobei er Gegenstände oder Motive aus der Natur zum Vorbild nahm. Mit selbst hergestellten Pinseln und Farben malte er seine Zeichnungen aus. Sein Vater züchtigte ihn, wenn er ihn bei dieser Tätigkeit erwischte. Sein früherer Lehrer, ein Rektor Münch aus Alsfeld, legte für ihn ein gutes Wort beim Vater ein, so dass ihm erlaubt wurde, das Schneiderhandwerk aufzugeben. So kam er beim Hofkupferdrucker Johann Carl Müller in Kassel in die Lehre. Doch konnte ihm dieser nur Erfahrungen im Schriftstechen und Kupferdrucken vermitteln. Müller erlaubte ihm wöchentlich an zwei Tagen an der Akademie das Zeichnen zu erlernen. Für seine Arbeiten dort, wurde er zweimal mit einer silbernen Medaille ausgezeichnet. Als Johann Heinrich Merck nach Kassel kam, um dort junge Künstler für sein neu gegründetes Kunstinstitut zu gewinnen wurde ihn Susemihl vom Direktor der Akademie Johann Heinrich Tischbein empfohlen. So kam er im Jahr 1789 gemeinsam mit seinem Bruder, der Tiermaler und Zeichner Johann Theodor Susemihl (* 1772), nach Darmstadt. Hier entstand ein Stich des Götz von Berlichingen. Nach dem Tod Mercks im Jahr 1791 musste er wieder allein zurechtkommen.
Im Jahre 1793 schickte Landgräfin Luise ihn zur weiteren Ausbildung nach Dresden und Weimar, nachdem er von ihr ein Bildnis gefertigt hatte. Nach seiner Rückkehr nach Darmstadt im Jahr 1795 wurde er bei den Gebrüdern Bekker aufgenommen, die gemeinsam mit Borckhausen, Lembecke und Lichthammer das Werk Teutsche Ornithologie, oder Naturgeschichte aller Vögel Teutschlands in naturgetreuen Abbildungen und Beschreibungen herausgaben, an dem er beteiligt war. Grossherzog Ludwig I. ernannte ihn daraufhin zum Hofkupferstecher. Aufgrund seiner Verdienste um die deutsche Ornithologie wurde er 1808 von der Wetterauer Gesellschaft für
die gesamte Naturkunde zum korrespondierenden Mitglied ernannt.
Susemihl baute in Darmstadt einen Verlag auf. Er verlegte Reproduktionsgrafiken und Werke zur Architektur- und Naturgeschichte. Wichtigstes Verlagswerk war die „Teutsche Ornithologie“ (1800–1817), eine gestochene Sammlung deutscher Vögel, deren Präparate er größtenteils im landgräflichen bzw. großherzoglichen Vogelkabinett zu Darmstadt vorfand. Die meisten der kolorierten Stichvorlagen stammten von Susemihl, seinem Bruder und Emerich Carl Seekatz.
Nach dem Tod von Susemihl übernahm sein Sohn Erwin Edward Susemihl (1806 oder 1807 – 14. August 1866) den Verlag. Susemihl hatte auch eine Tochter Emilie, die gemeinsam mit ihm und ihrem Bruder Stiche für Georg Mollers Denkmäler der deutschen Baukunst angefertigt hatte.

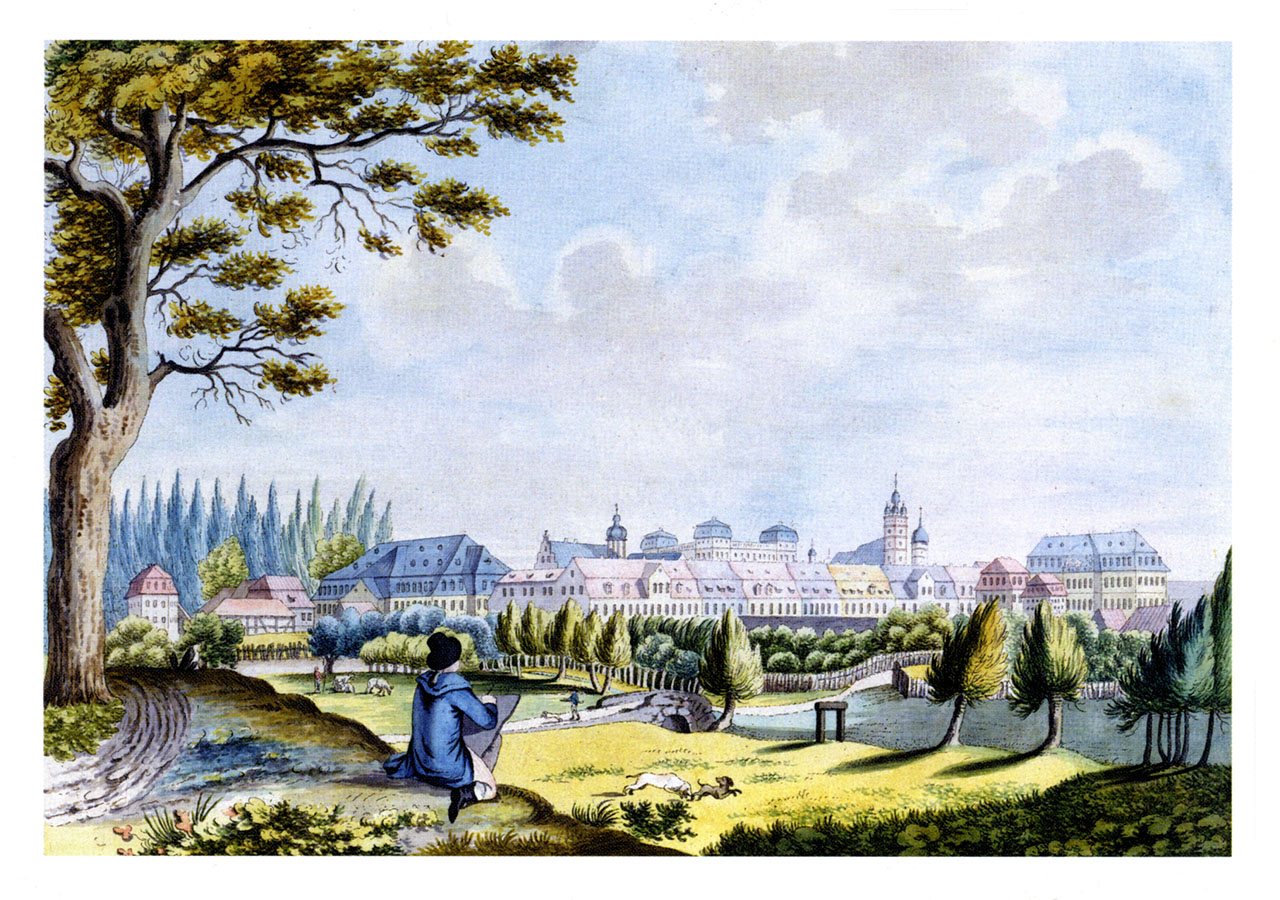
Ansicht von Darmstadt (um 1800)
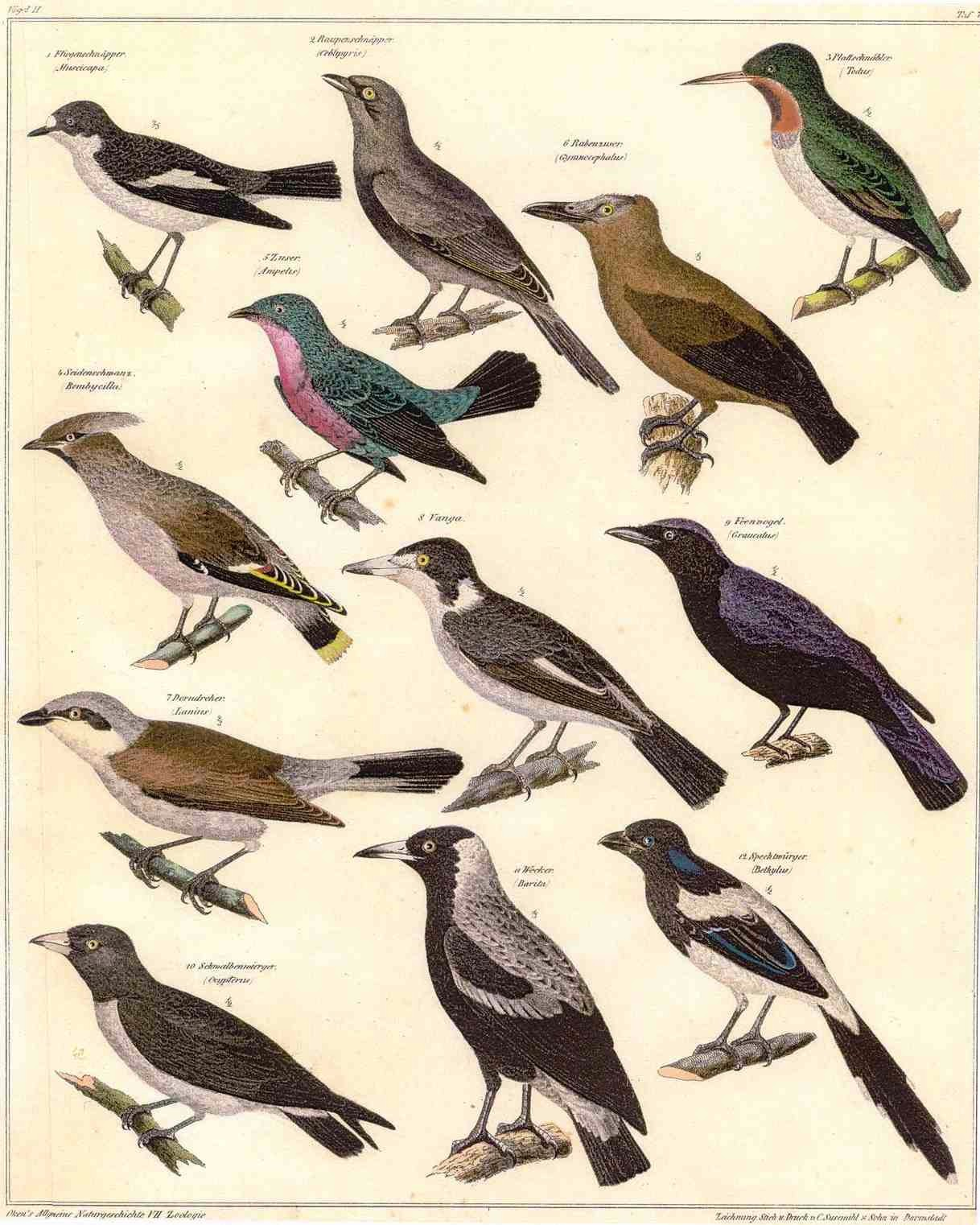
Zeichnung von Johann Conrad Susemihl, aus „Allgemeine Naturgeschichte für alle Stände“ von Lorenz Oken (1779–1851)
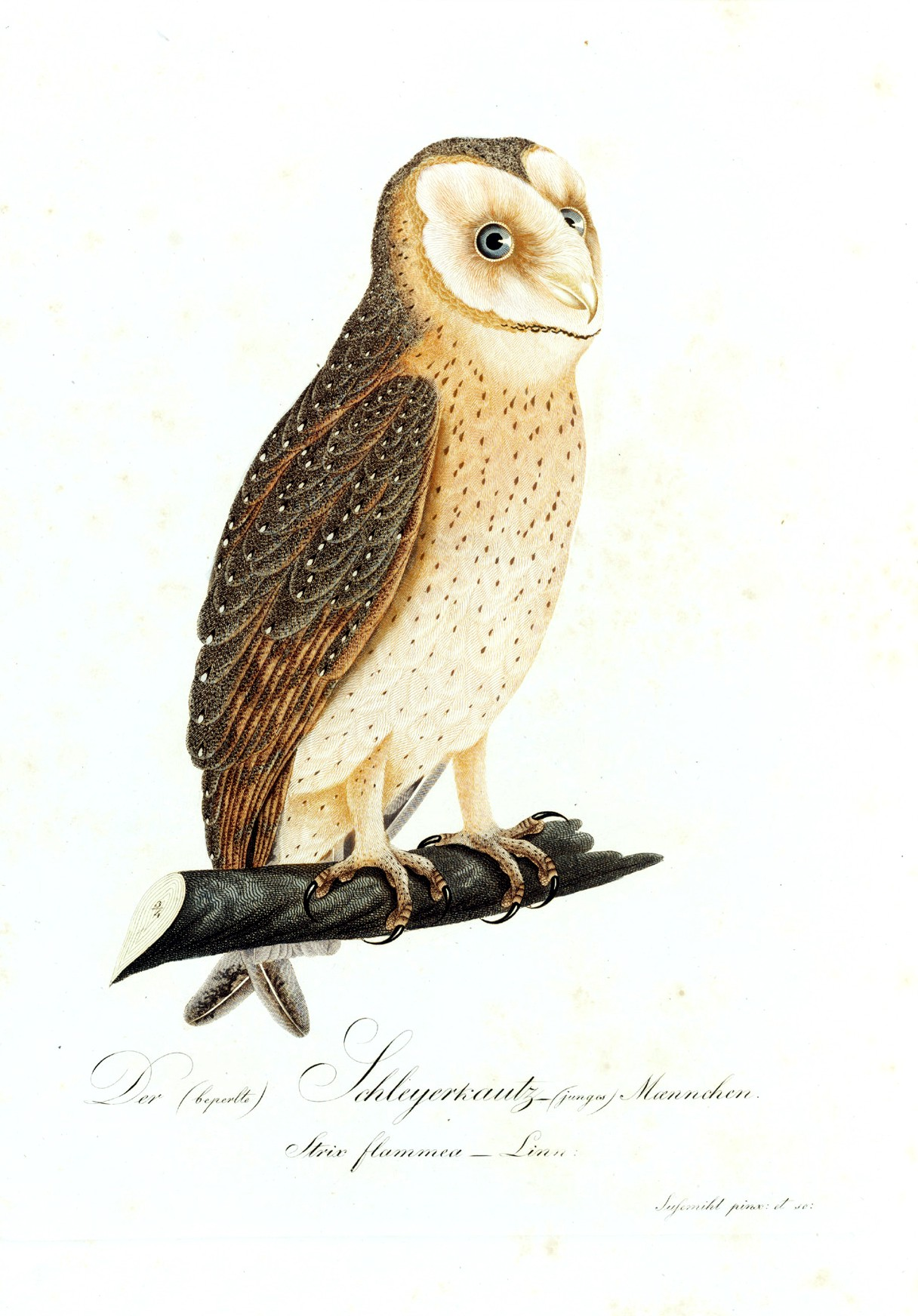
Eule, (Strix flammea = Asio flammeus), aus „Teutsche Ornithologie oder Naturgeschichte“
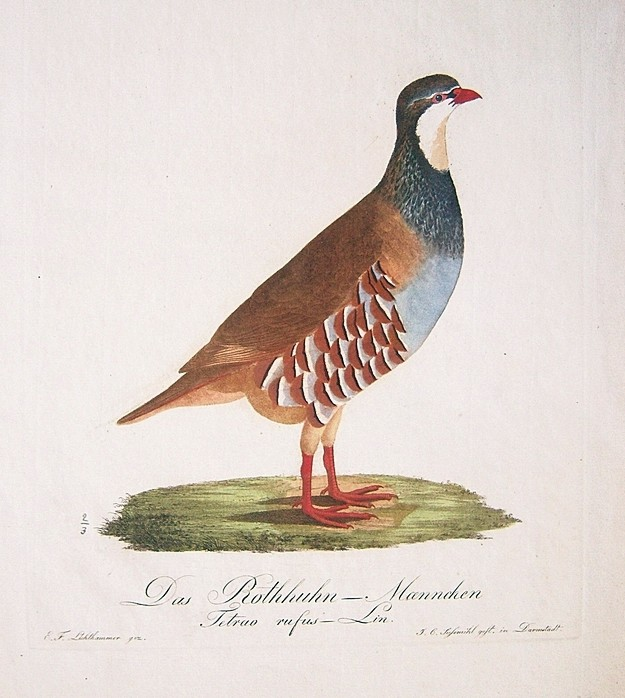
Rothhuhn-Männchen, (Tetrao rufus = Alectoris rufa)
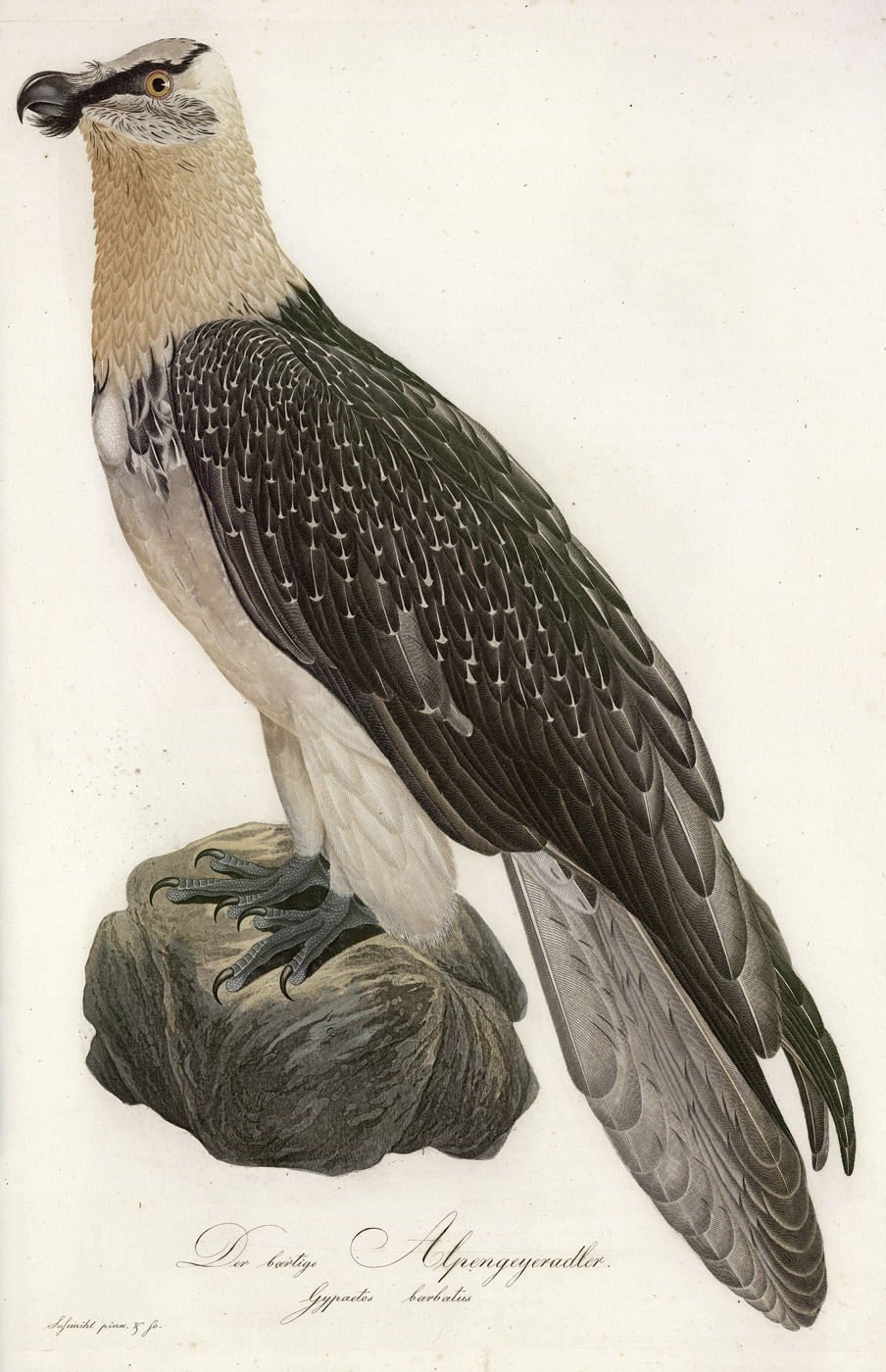
Bärtige Alpengeyeradler (= Bartgeier), (Gypaetus barbatus) aus „Teutsche Ornithologie oder Naturgeschichte aller Vögel Teutschlands“
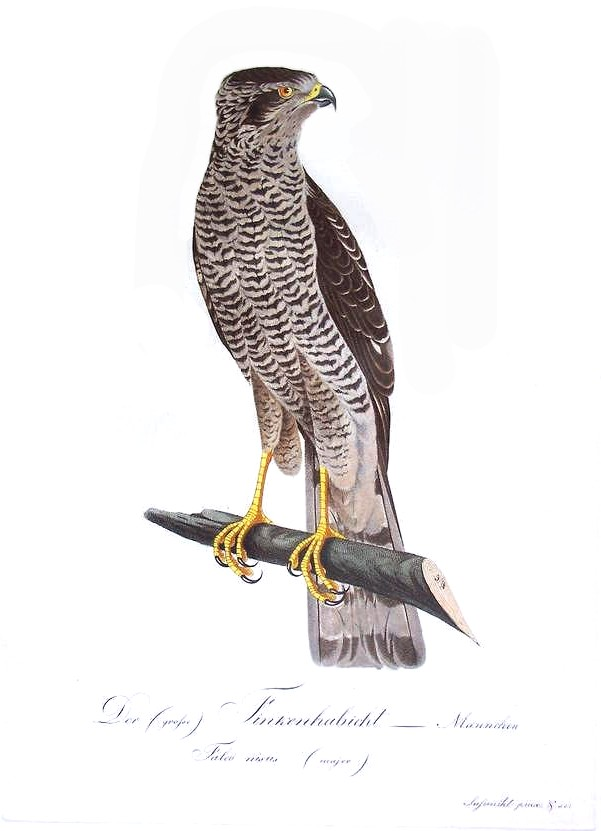
Falke, (Falco nisus = Accipiter nisus), aus „Teutsche Ornithologie oder Naturgeschichte“
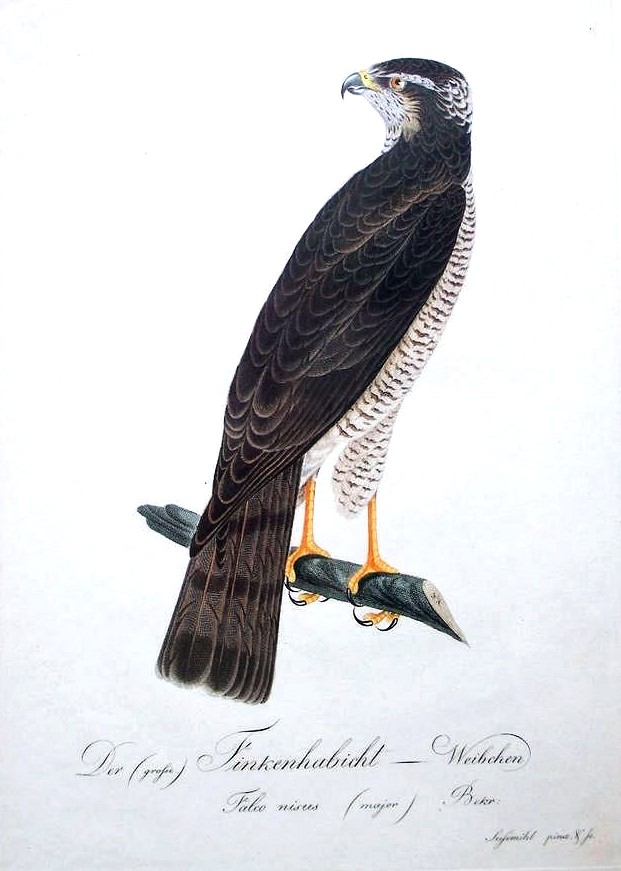
Falke, (Falco nisus = Accipiter nisus), aus „Teutsche Ornithologie oder Naturgeschichte“
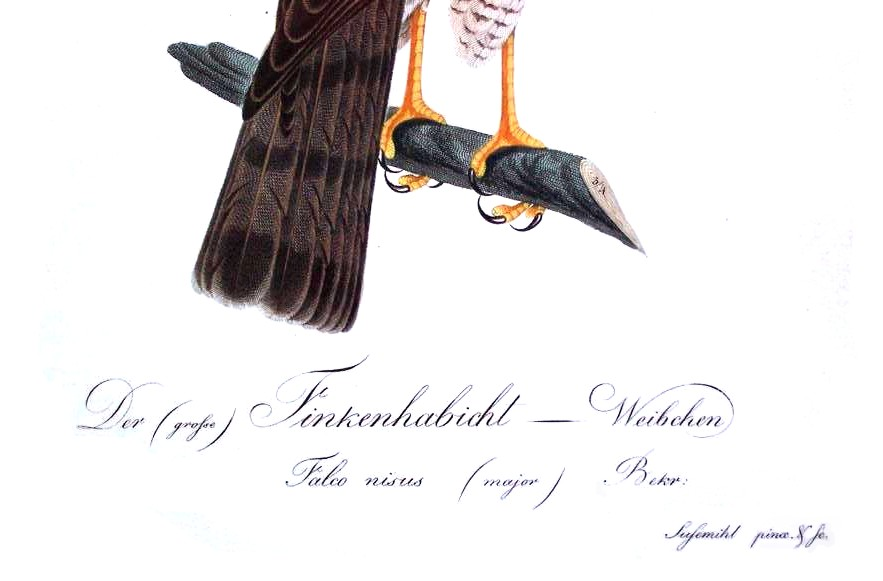
Falke, (Falco nisus = Accipiter nisus), aus „Teutsche Ornithologie oder Naturgeschichte“